# Constantin A. Catacazi
Constantin Catacazi (n. 1775 – d. 1826, în rusă Константин Антоновичи Катакази, transliterat: Konstantin Antonovici Katakazi) a fost un guvernator de origine fanariotă al Basarabiei țariste, între anii 1817 – 1825. Însurat cu o principesă din familia Ipsilanti, Constantin a susținut în mod activ societatea secretă greacă Filiki Eteria și acțiunea militară a lui Alexandru Ipsilanti în Moldova și Țara Românească.
Provenea din Familia Catacazi. În 1807, înaintea anexării regiunii, tatăl lui Constantin, Anton Catacazi, și fratele său, Gavriil, au emigrat din Moldova în Rusia.